# Институт археологии РАН
Институ́т археоло́гии Российской академии наук (ИА РАН) — одно из ведущих археологических учреждений России и самое крупное археологическое учреждение в системе Российской академии наук, специализирующееся на изучении древних и средневековых культур Евразии. Трудами нескольких поколений его сотрудников заложены основы научного знания о многих важнейших явлениях в истории человечества от момента его становления до начала эпохи индустриализации. В составе коллектива — специалисты в различных областях археологии и истории, а также естественнонаучных дисциплин. С 1995 года в рамках политики по интеграции науки и образования на базе ИА РАН функционирует исторический факультет Государственного академического университета гуманитарных наук.
Официальное наименование — Федеральное государственное бюджетное учреждение науки Институт археологии Российской академии наук (англ. Institute of Archaeology of Russian Academy of Sciences (IA RAS)).

## История
Институт является преемником Российской Императорской Археологической комиссии, которая была создана в 1859 году. 19 апреля 1919 года декретом Совета народных комиссаров в Петрограде была учреждена Российская Академия истории материальной культуры (РАИМК), функции Археологической комиссии перешли к РАИМК, а её члены стали членами РАИМК. В 1926 году РАИМК была реорганизована в Государственную академию истории материальной культуры (ГАИМК). Академия являлась научно-исследовательским учреждением, занимавшимся изучением материальной культуры во всех видах и формах. Основная деятельность академии разворачивалась в Петрограде — Ленинграде, в Москве с 1920 года существовала небольшая Московская секция, располагавшаяся в ГИМе, преобразованная в 1929 году в московское отделение академии (МОГАИМК).
В 1937 году ГАИМК была реорганизована в Институт истории материальной культуры (ИИМК) в составе Академии наук СССР. Головной институт находился в Ленинграде, а в Москве действовало его  московское отделение — МОИИМК. В 1943 году дирекция института была переведена в Москву, а в Ленинграде осталось его ленинградское отделение (ЛОИИМК). Постановлением Президиума АН СССР от 4 сентября 1959 года Институт истории материальной культуры был переименован в Институт археологии АН СССР. В 1991 году Институт археологии АН СССР был  преобразован в Институт археологии РАН, а на базе ленинградского отделения (ЛОИА) был создан отдельный Институт истории материальной культуры РАН.
В 1940-х — 1950-х годах закладываются основы структуры Института (система секторов), которая, с некоторыми модификациями, сохранилась до настоящего времени. Сектора создавались по хронологическому и культурно-историческому принципу: неолита и бронзы (первоначально — сектор первобытной археологии), античный, скифо-сарматский и славяно-русский. Значительный масштаб полевых работ обусловил создание в 1972 году специального сектора новостроечных и хоздоговорных экспедиций, а также сектора археологических сводов.
В 1960-х — начале 1970-х годов происходит постепенное обновление тематики и методов исследований, начинается активное внедрение в археологию методов естественных наук, осознается значение статистико-комбинаторных методов для систематизации и анализа больших массивов археологических данных. Создание в 1967 году в Институте лаборатории естественнонаучных методов способствовало развитию новых научных направлений — дендрохронологии, археозоологии, археоботаники, археоэкологии, археометаллургии.
В 1970—1980-е гг. получили новый импульс научные разработки в области теории и методики археологии. Обсуждались такие понятия и проблемы, как предмет и объект археологии, археологическая культура, типология и классификация, началось развитие историографического направления исследований. Развитие этого направления привело к созданию в 1985 г. сектора теории и методики.
В конце 1960-х гг. Институт разворачивает полевые работы за пределами СССР: в том числе в Монголии, Болгарии, Венгрии, Афганистане и Ираке, включаясь, таким образом, в изучение проблем формирования наиболее ранних очагов производящего хозяйства и становления древнейших мировых цивилизаций.
В конце 1980-х — 1990-е гг., помимо обновления и расширения традиционной проблематики, уделяется внимание углубленному изучению археоэкологических аспектов развития древних обществ, активизации междисциплинарных изысканий с использованием методов естественных наук.

## Руководители
| Годы      | Директор                                                                                  |
| --------- | ----------------------------------------------------------------------------------------- |
| 1919—1921 | В. В. Богданов (московская секция РАИМК), проф. (1936)                                    |
| 1921—1922 | Ю. В. Готье (московская секция РАИМК), акад. АН СССР (1939)                               |
| 1924—1929 | Д. Н. Егоров (московская секция РАИМК — ГАИМК), чл.-корр. АН СССР (1928)                  |
| 1932—1934 | А. В. Мишулин (московское отделение ИИМК), д-р ист. наук (1943)                           |
| 1934—1937 | А. Г. Иоаннисян (московское отделение ИИМК), д-р ист. наук (1955), акад. АН АрмССР (1960) |
| 1939—1942 | С. П. Толстов (московское отделение ИИМК), чл.-корр. АН СССР (1953)                       |
| 1943—1946 | Б. Д. Греков, акад. АН СССР (1935)                                                        |
| 1947—1955 | А. Д. Удальцов, чл.-корр. АН СССР (1939)                                                  |
| 1956—1987 | Б. А. Рыбаков, акад. АН СССР (1958)                                                       |
| 1987—1991 | В. П. Алексеев, акад. АН СССР (1987)                                                      |
| 1991—2003 | Р. М. Мунчаев, чл.-корр. РАН (2000)                                                       |
| с 2003    | Н. А. Макаров, акад. РАН (2011)                                                           |

## Структура
Научные подразделения:
- Отдел каменного века
- Отдел бронзового века
- Отдел скифо-сарматской археологии
- Отдел классической археологии
  - Мемориальный кабинет-библиотека им. В. Д. Блаватского
- Отдел археологии эпохи Великого переселения народов и раннего Средневековья
- Отдел средневековой археологии
- Отдел археологии Московской Руси
  - Группа арктической археологии
- Отдел теории и методики
  - Группа «История керамики»
  - Группа физической антропологии
- Отдел сохранения археологического наследия
- Лаборатория естественнонаучных методов в археологии
- Группа по изучению археологии Кавказа
- Центр палеоискусства
- Центр подводного археологического наследия
- Отдел полевых исследований
- Отдел научной информации и подготовки публикаций
- Архив
- Библиотека (отдел библиотечно-библиографического обслуживания ИНИОН РАН)

## Издания Института
- С 1940 года до середины 1970-х годов — монографии и сборники в серии «Материалы и исследования по археологии СССР»[5] (МИА).
- С 1936 по 1959 год — 30 сборников «Советская археология»[6]. В 1959 г. на базе этого издания Институтом была начата публикация ежеквартального журнала «Советская археология» (СА), с 1992 года — «Российская археология» (РА).
- «Краткие сообщения Института истории материальной культуры о докладах и исследованиях»(КСИИМК), с 1957 г. «Краткие сообщения Института археологии» (КСИА)[7] — периодическое издание.
- С 1965 по 1986 год — ежегодник «Археологические открытия»[8] (АО), содержавший краткую информацию о полевых исследованиях. В 1993 г. это издание было возобновлено.
- Сборники «Нумизматика и эпиграфика»[9].
- Начиная с 1960-х годов — «Свод археологических источников»[10] (САИ).
- «Археологическая карта России»[11] (АКР) — серийное научно-справочное издание энциклопедического характера, над которым Институт начал работу в 1990-е годы. Посвящено археологии центральных областей России.
- Фундаментальное издание «Археология СССР»[12] в 20-ти томах (с 1993 года — «Археология»).
- и другие издания[13].

## Мероприятия
- I (XVII) Всероссийский археологический съезд (2006, Новосибирск)
- II (XVIII) Всероссийский археологический съезд (2008, Суздаль)
- III (XIX) Всероссийский археологический съезд Архивная копия от 12 сентября 2015 на Wayback Machine (2011, Старая Русса — Новгород)
- IV(XX) Всероссийский археологический съезд (2014, Казань)
- V (XXI) Всероссийский археологический съезд (2017, Барнаул — Белокуриха)

ИА РАН организует ежегодную международную конференцию «Археологические исследования в России: новые материалы и интерпретации», регулярно проходящие научные семинары: «Археология Подмосковья», «Археология и история Пскова и Псковской земли», «Археология Владимиро-Суздальской земли», «Тверь, Тверская земля и сопредельные территории в эпоху средневековья», «История и культура Южной Сибири», круглый стол «История и искусство Боспора (6-1 вв. до н. э.)», международные конференции «Археология и геоинформатика», «Изборск и его округа», «Лесная и лесостепная зоны Восточной Европы в позднеримское время и эпоху Великого переселения народов», «Керамические строительные материалы в России: технология и искусство позднего Средневековья», ежегодную Московскую конференцию «Восточные древности в истории России» и др. Ежегодно ИА РАН проводит порядка 60 научных мероприятий.
В 2011 г. Советом молодых ученых ИА РАН возобновлена традиция проведения молодёжных конференций, посвященных обсуждению актуальных проблем археологических исследований, которая существовала в ИА РАН до 1990 г. Конференции оказались востребованной целевой площадкой международного уровня. Они не только предоставили молодым специалистам-археологам возможность оперативного обмена знаниями и опытом, но и способствовали формированию единого научно-информационного пространства на территории России и других стран СНГ.

## Регламентация полевых исследований
До 2009 года право выдачи разрешений на проведение археологических полевых работ («Открытых листов») принадлежало ИА РАН, затем было передано в Росохранкультуру, позднее — Министерству культуры РФ. Однако научная регламентация полевых археологических изысканий и научный контроль за методикой их проведения осуществляется Научным советом по полевым исследованиям РАН, работу которого обеспечивает Отдел полевых исследований ИА РАН.